# Ананьев, Иван Егорович
Ива́н Его́рович Ана́ньев (1852 — после 1917) — член III Государственной Думы от Костромской губернии, крестьянин.

## Биография
Православный, крестьянин деревни Льгово Судайской волости Чухломского уезда.
Окончил двухклассное министерское училище. Служил лесником в Чухломской казенной даче. Владел 50 десятинами собственной и 15 десятинами надельной земли.
Состоял сельским старостой (6 лет), волостным старшиной (6 лет) и председателем волостного суда (4 года). До избрания в Государственную думу восемь с половиной лет был казенным объезчиком в Солигаличском лесничестве.
В 1907 году был избран в члены III Государственной думы от Костромской губернии съездом уполномоченных от волостей. Входил во фракцию умеренно-правых, с 3-й сессии — в русскую национальную фракцию. Входил в Совет русской национальной фракции. Состоял членом земельной и бюджетной комиссий. Выступал за упразднение сельской общины:

Закон 9-го ноября для нас, крестьян, вполне подходящ и справедлив …
Судьба после 1917 года неизвестна.